# Хо Сун Чьол
Хо Сун Чьол (кор. 허승철, 許勝澈, 1959, місто Інчхон, Республіка Корея) — корейський дипломат, мовознавець. Професор Університету Корйо, Посол Республіки Корея в Україні з березня 2006 по червень 2008.

## Біографія
Навчався у Гарвардському університеті в США, де вивчав східнослов'янські мови.
З березня 2006 по червень 2008 — Надзвичайний і Повноважний Посол Республіки Корея в Києві (Україна).
Ще працюючи послом, Хо Сун Чьол долучився до укладення першого українсько–корейського словника. У співавторстві підготовив книги «Культура та суспільство України» та «Геополітична трансформація Євразії: погляд з Києва та Сеула», за його сприяння вийшла корейською мовою збірка віршів української поетеси Людмили Скирди «Сливовий дощ».
За ініціативи Хо Сун Чьола у провідному університеті Кореї «Корйо» відкрилася кафедра україністики, де він і викладає.
Для новоствореної кафедри, у співавторстві написав підручник, в якому описано українську: історію, культуру, географію, економіку тощо.
Готує до видання «Сучасну історію України».
Також ініціює переклад на корейську мову «Ілюстрованої історії України» Михайла Грушевського. Хо Сун Чьол також сприяє українським студентам у тому, аби вони навчалися корейської мови в університетах Кореї. Саме українські студенти Хо Сун Чьола переклали книгу свого професора «Україна — моя любов» на українську.
Пан Хо Сун Чьол викладає східні мови в аспірантурі Київського національного університету ім. Тараса Шевченка.
|  | «Росія — моя спеціальність, а Україна — моя любов» |

## Автор мемуарів
- Мемуари «Україна — моя любов», видані українською мовою в 2009[1].
- Межкультурная коммуникация в литературе между Кореей и Украиной / Сун Чьол Хо // Мова і культура. - 2013. - Вип. 16, т. 1. - С. 191-194.
- Национальное единство и национальная гармония для Украины / Сун Чьол Хо // Мова і культура. - 2014. - Вип. 17, т. 1. - С. 16-17.
- Украина и Корея: Общая память и национальная история / Сун Чьол Хо // Мова і культура. - 2011. - Вип. 14, т. 1. - С. 26-28.[2]
- Новий погляд на історію Кореї: Підручник. Ред. Хо Сун Чьол[3]

## Виноски
1. ↑  Хо Сун Чьол. Україна — моя любов (мемуари Посла Республіки Корея в Україні). -К.: Видавничий дім Дмитра Бураго, 2009. — 224 с. ISBN 978-966-489-030-1
2. ↑  Наукова періодика України
3. ↑  Українська електронна бібліотека[недоступне посилання з липня 2019]